# Llista de topònims de Viladasens
Llista de topònims (noms propis de lloc) del municipi de Viladasens, al Gironès
Informació actualitzada per un bot. Els canvis manuals es perdran quan s'actualitzi!

## casa
| imatge | Nom                       | Ubicat a   | instància de | Detalls                     | coordenades                                                  | Protecció                   | Commons (més fotos)       | Dades a WD                    |
| ------ | ------------------------- | ---------- | ------------ | --------------------------- | ------------------------------------------------------------ | --------------------------- | ------------------------- | ----------------------------- |
|        | Ca l'Adroer de Viladasens | Viladasens | casa         | Estil: arquitectura popular | 42° 05′ 46″ N, 2° 55′ 49″ E / 42.096084°N,2.930374°E 88 msnm | bé cultural d'interès local | Ca l'Adroer de Viladasens | Modifica les dades a Wikidata |
|        | Can Moret                 | Viladasens | casa         |                             | 42° 05′ 44″ N, 2° 55′ 49″ E / 42.095456°N,2.930203°E         | bé cultural d'interès local |                           | Modifica les dades a Wikidata |

## entitat singular de població
| imatge | Nom            | Ubicat a   | instància de                                                                   | Detalls | coordenades                                                                 | Protecció | Commons (més fotos) | Dades a WD                    |
| ------ | -------------- | ---------- | ------------------------------------------------------------------------------ | ------- | --------------------------------------------------------------------------- | --------- | ------------------- | ----------------------------- |
|        | Fellines       | Viladasens | entitat singular de població ens local històric de Catalunya                   | 51 hab  | 42° 05′ 41″ N, 2° 54′ 13″ E / 42.094823836147°N,2.90348820736032°E 99 msnm  |           | Fellines            | Modifica les dades a Wikidata |
|        | Viladasens     | Viladasens | entitat singular de població ens local històric de Catalunya capital municipal | 137 hab | 42° 05′ 44″ N, 2° 55′ 49″ E / 42.095685°N,2.930191°E 91 msnm                |           |                     | Modifica les dades a Wikidata |
|        | el Mas Nicolau | Viladasens | entitat singular de població                                                   | 17 hab  | 42° 06′ 24″ N, 2° 54′ 29″ E / 42.1066171236753°N,2.9080784919132°E 94 msnm  |           |                     | Modifica les dades a Wikidata |
|        | la Mata        | Viladasens | entitat singular de població                                                   | 1 hab   | 42° 05′ 38″ N, 2° 56′ 23″ E / 42.0938522313513°N,2.93961934342366°E 74 msnm |           |                     | Modifica les dades a Wikidata |
|        | la Móra        | Viladasens | entitat singular de població                                                   | 6 hab   | 42° 06′ 23″ N, 2° 56′ 05″ E / 42.106458570093°N,2.9347694662344°E 124 msnm  |           |                     | Modifica les dades a Wikidata |

## església
| imatge | Nom                       | Ubicat a   | instància de | Detalls                                           | coordenades                                                 | Protecció                   | Commons (més fotos)       | Dades a WD                    |
| ------ | ------------------------- | ---------- | ------------ | ------------------------------------------------- | ----------------------------------------------------------- | --------------------------- | ------------------------- | ----------------------------- |
|        | Sant Martí de Fellines    | Viladasens | església     |                                                   | 42° 05′ 41″ N, 2° 54′ 14″ E / 42.0948°N,2.90386°E           | bé cultural d'interès local | Sant Martí de Fellines    | Modifica les dades a Wikidata |
|        | Sant Martí de la Móra     | Viladasens | església     | Estil: arquitectura romànica                      | 42° 06′ 17″ N, 2° 56′ 00″ E / 42.10459°N,2.93337°E 457 msnm | bé cultural d'interès local | Sant Martí de la Móra     | Modifica les dades a Wikidata |
|        | Sant Vicenç de Viladasens | Viladasens | església     | Estil: arquitectura romànica arquitectura barroca | 42° 05′ 45″ N, 2° 55′ 48″ E / 42.09589°N,2.92994°E 94 msnm  | bé cultural d'interès local | Sant Vicenç de Viladasens | Modifica les dades a Wikidata |

## granja
| imatge | Nom                  | Ubicat a   | instància de | Detalls | coordenades                                                         | Protecció | Commons (més fotos) | Dades a WD                    |
| ------ | -------------------- | ---------- | ------------ | ------- | ------------------------------------------------------------------- | --------- | ------------------- | ----------------------------- |
|        | Granges Lledó        | Viladasens | granja       |         | 42° 05′ 43″ N, 2° 55′ 30″ E / 42.095362321389°N,2.92504884569286°E  |           |                     | Modifica les dades a Wikidata |
|        | Granges d'en Cint    | Viladasens | granja       |         | 42° 05′ 04″ N, 2° 54′ 32″ E / 42.0845427762103°N,2.90885998863858°E |           |                     | Modifica les dades a Wikidata |
|        | Granges del Mas Vitó | Viladasens | granja       |         | 42° 06′ 51″ N, 2° 55′ 40″ E / 42.1142327732417°N,2.92790555529279°E |           |                     | Modifica les dades a Wikidata |
|        | Granja d'en Patet    | Viladasens | granja       |         | 42° 05′ 35″ N, 2° 55′ 39″ E / 42.0929592055003°N,2.92757897401417°E |           |                     | Modifica les dades a Wikidata |

## masia
| imatge | Nom                  | Ubicat a   | instància de     | Detalls                     | coordenades                                                                                      | Protecció                                            | Commons (més fotos)  | Dades a WD                    |
| ------ | -------------------- | ---------- | ---------------- | --------------------------- | ------------------------------------------------------------------------------------------------ | ---------------------------------------------------- | -------------------- | ----------------------------- |
|        | Bellver              | Viladasens | masia casa forta | Estil: arquitectura popular | 42° 05′ 14″ N, 2° 55′ 02″ E / 42.08733°N,2.91727°E 106 msnm                                      | bé cultural d'interès local                          |                      | Modifica les dades a Wikidata |
|        | Ca l'Arboçar         | Viladasens | masia            |                             | 42° 05′ 42″ N, 2° 55′ 50″ E / 42.094906399802°N,2.93046691636683°E                               |                                                      |                      | Modifica les dades a Wikidata |
|        | Ca l'Estanquer       | Viladasens | masia            |                             | 42° 05′ 44″ N, 2° 55′ 53″ E / 42.0956274159987°N,2.93128844234858°E                              |                                                      |                      | Modifica les dades a Wikidata |
|        | Cal Barrena          | Viladasens | masia            |                             | 42° 05′ 38″ N, 2° 56′ 18″ E / 42.0939021636981°N,2.93832815056843°E                              |                                                      |                      | Modifica les dades a Wikidata |
|        | Cal Flequer          | Viladasens | masia            |                             | 42° 05′ 48″ N, 2° 55′ 50″ E / 42.0965456578959°N,2.93058605593072°E                              |                                                      |                      | Modifica les dades a Wikidata |
|        | Cal Menages          | Viladasens | masia            |                             | 42° 05′ 40″ N, 2° 55′ 48″ E / 42.0945458673526°N,2.93001988245465°E                              |                                                      |                      | Modifica les dades a Wikidata |
|        | Cal Queco            | Viladasens | masia            |                             | 42° 06′ 13″ N, 2° 54′ 56″ E / 42.1035695866563°N,2.91544835631608°E                              |                                                      |                      | Modifica les dades a Wikidata |
|        | Can Benin            | Viladasens | masia            |                             | 42° 05′ 39″ N, 2° 56′ 15″ E / 42.0941088225468°N,2.9374210084913°E                               |                                                      |                      | Modifica les dades a Wikidata |
|        | Can Bertu            | Viladasens | masia            |                             | 42° 05′ 50″ N, 2° 55′ 50″ E / 42.0972031841941°N,2.93066999090954°E                              |                                                      |                      | Modifica les dades a Wikidata |
|        | Can Cademont         | Viladasens | masia            |                             | 42° 05′ 46″ N, 2° 55′ 44″ E / 42.0961212554214°N,2.92879676356335°E                              |                                                      |                      | Modifica les dades a Wikidata |
|        | Can Calau            | Viladasens | masia            |                             | 42° 05′ 39″ N, 2° 55′ 50″ E / 42.0942128837079°N,2.93044348872955°E                              |                                                      |                      | Modifica les dades a Wikidata |
|        | Can Camps            | Viladasens | masia            |                             | 42° 05′ 47″ N, 2° 55′ 51″ E / 42.0962846734401°N,2.93092494373163°E                              |                                                      |                      | Modifica les dades a Wikidata |
|        | Can Carles           | Viladasens | masia            |                             | 42° 04′ 53″ N, 2° 54′ 29″ E / 42.0813268972031°N,2.90817545344404°E                              |                                                      |                      | Modifica les dades a Wikidata |
|        | Can Carles           | Viladasens | masia            |                             | 42° 05′ 08″ N, 2° 54′ 41″ E / 42.0854633738827°N,2.91132521780791°E                              |                                                      |                      | Modifica les dades a Wikidata |
|        | Can Castelló         | Viladasens | masia            |                             | 42° 05′ 59″ N, 2° 54′ 40″ E / 42.099774514026°N,2.91103922171798°E                               |                                                      |                      | Modifica les dades a Wikidata |
|        | Can Fava             | Viladasens | masia            |                             | 42° 05′ 59″ N, 2° 54′ 56″ E / 42.0996157251587°N,2.91544151544323°E                              |                                                      |                      | Modifica les dades a Wikidata |
|        | Can Figueres         | Viladasens | masia            |                             | 42° 06′ 09″ N, 2° 54′ 07″ E / 42.1025139811293°N,2.9018196468125°E                               |                                                      |                      | Modifica les dades a Wikidata |
|        | Can Jou              | Viladasens | masia            |                             | 42° 06′ 29″ N, 2° 56′ 38″ E / 42.1080091923371°N,2.94385408056797°E                              |                                                      |                      | Modifica les dades a Wikidata |
|        | Can Lledó            | Viladasens | masia            |                             | 42° 05′ 47″ N, 2° 55′ 47″ E / 42.0962748585242°N,2.92959472773205°E                              |                                                      |                      | Modifica les dades a Wikidata |
|        | Can Martí            | Viladasens | masia            |                             | 42° 05′ 45″ N, 2° 55′ 42″ E / 42.0958418128675°N,2.92841010375139°E                              |                                                      |                      | Modifica les dades a Wikidata |
|        | Can Pere Toni        | Viladasens | masia            |                             | 42° 05′ 45″ N, 2° 55′ 50″ E / 42.0957890818151°N,2.93053850944994°E                              |                                                      |                      | Modifica les dades a Wikidata |
|        | Can Peric            | Viladasens | masia            |                             | 42° 06′ 02″ N, 2° 53′ 55″ E / 42.100601732143°N,2.89852099192198°E                               |                                                      |                      | Modifica les dades a Wikidata |
|        | Can Petit            | Viladasens | masia            |                             | 42° 05′ 44″ N, 2° 55′ 42″ E / 42.0956706136761°N,2.92828936774333°E                              |                                                      |                      | Modifica les dades a Wikidata |
|        | Can Roca             | Viladasens | masia            |                             | 42° 05′ 43″ N, 2° 54′ 12″ E / 42.0951389722516°N,2.90337889479772°E                              |                                                      |                      | Modifica les dades a Wikidata |
|        | Can Sans de Fellines | Viladasens | masia            | Estil: arquitectura popular | 42° 05′ 55″ N, 2° 54′ 50″ E / 42.09856°N,2.91378°E 69 msnm                                       | bé cultural d'interès local                          | Can Sans de Fellines | Modifica les dades a Wikidata |
|        | Can Saus             | Viladasens | masia            |                             | 42° 06′ 03″ N, 2° 54′ 14″ E / 42.1007143822333°N,2.90382999583034°E                              |                                                      |                      | Modifica les dades a Wikidata |
|        | Can Seseres          | Viladasens | masia            |                             | 42° 05′ 31″ N, 2° 54′ 07″ E / 42.092003404426°N,2.90184794976341°E                               |                                                      |                      | Modifica les dades a Wikidata |
|        | Can Solà             | Viladasens | masia            |                             | 42° 05′ 52″ N, 2° 55′ 07″ E / 42.0976995880706°N,2.91855202366735°E 93 msnm                      |                                                      |                      | Modifica les dades a Wikidata |
|        | Can Teranyina        | Viladasens | masia            |                             | 42° 06′ 21″ N, 2° 54′ 23″ E / 42.1058861601347°N,2.9063016129474°E                               |                                                      |                      | Modifica les dades a Wikidata |
|        | Can Tros             | Viladasens | masia            |                             | 42° 06′ 30″ N, 2° 54′ 19″ E / 42.1084070924149°N,2.90522142123665°E                              |                                                      |                      | Modifica les dades a Wikidata |
|        | Can Vora             | Viladasens | masia            |                             | 42° 05′ 41″ N, 2° 54′ 18″ E / 42.0946449372851°N,2.90496378299931°E                              |                                                      |                      | Modifica les dades a Wikidata |
|        | Mas Nicolau          | Viladasens | masia            |                             | 42° 06′ 23″ N, 2° 54′ 32″ E / 42.1064016526201°N,2.90893754060394°E                              |                                                      |                      | Modifica les dades a Wikidata |
|        | Mas Nou              | Viladasens | masia            |                             | 42° 05′ 28″ N, 2° 54′ 43″ E / 42.091132299273°N,2.9118106042508°E                                |                                                      |                      | Modifica les dades a Wikidata |
|        | Mas Puig             | Viladasens | masia            |                             | 42° 06′ 32″ N, 2° 56′ 17″ E / 42.1089879581293°N,2.93813209937794°E                              |                                                      |                      | Modifica les dades a Wikidata |
|        | Mas Vila             | Viladasens | masia            |                             | 42° 05′ 59″ N, 2° 55′ 11″ E / 42.0997718172803°N,2.91958942438571°E                              |                                                      |                      | Modifica les dades a Wikidata |
|        | Mas Vitó             | Viladasens | masia            |                             | 42° 06′ 46″ N, 2° 55′ 38″ E / 42.11283333°N,2.92736111°E                                         |                                                      |                      | Modifica les dades a Wikidata |
|        | Mas dels Frares      | Viladasens | masia            |                             | 42° 06′ 37″ N, 2° 55′ 11″ E / 42.1103004165803°N,2.91958821463509°E                              |                                                      |                      | Modifica les dades a Wikidata |
|        | Torre de Can Faixat  | Viladasens | masia casa forta |                             | 42° 06′ 33″ N, 2° 55′ 21″ E / 42.109082°N,2.922397°E ca:Al nord del nucli de Viladesens 120 msnm | bé d'interès cultural bé cultural d'interès nacional |                      | Modifica les dades a Wikidata |
|        | la Canova            | Viladasens | masia            |                             | 42° 04′ 56″ N, 2° 55′ 40″ E / 42.0821424556253°N,2.92772426885047°E                              |                                                      |                      | Modifica les dades a Wikidata |
|        | la Móra              | Viladasens | masia            |                             | 42° 06′ 23″ N, 2° 56′ 03″ E / 42.10632°N,2.93409°E                                               | bé cultural d'interès local                          |                      | Modifica les dades a Wikidata |

## molí d'aigua
| imatge | Nom              | Ubicat a   | instància de | Detalls                     | coordenades                                                         | Protecció                                  | Commons (més fotos) | Dades a WD                    |
| ------ | ---------------- | ---------- | ------------ | --------------------------- | ------------------------------------------------------------------- | ------------------------------------------ | ------------------- | ----------------------------- |
|        | Molí d'en Moret  | Viladasens | molí d'aigua | Estil: arquitectura popular | 42° 05′ 23″ N, 2° 55′ 16″ E / 42.089605°N,2.921166°E                | bé integrant del patrimoni cultural català |                     | Modifica les dades a Wikidata |
|        | Molí de n'Hugues | Viladasens | molí d'aigua |                             | 42° 04′ 41″ N, 2° 55′ 51″ E / 42.0780734894037°N,2.93095678619693°E |                                            |                     | Modifica les dades a Wikidata |

## Misc
| imatge | Nom                             | Ubicat a   | instància de      | Detalls            | coordenades                                                            | Protecció                   | Commons (més fotos) | Dades a WD                    |
| ------ | ------------------------------- | ---------- | ----------------- | ------------------ | ---------------------------------------------------------------------- | --------------------------- | ------------------- | ----------------------------- |
|        | Finestra de Ca l'Abatic         | Viladasens | finestra          | Estil: gòtic tardà | 42° 05′ 46″ N, 2° 55′ 48″ E / 42.096045°N,2.930067°E                   | bé cultural d'interès local |                     | Modifica les dades a Wikidata |
|        | La Rectoria                     | Viladasens | rectoria          |                    | 42° 05′ 45″ N, 2° 55′ 48″ E / 42.095748°N,2.930136°E                   | bé cultural d'interès local |                     | Modifica les dades a Wikidata |
|        | Puig Senglar                    | Viladasens | muntanya          |                    | 42° 06′ 35″ N, 2° 57′ 03″ E / 42.10960278°N,2.95089278°E 121.8 msnm    |                             |                     | Modifica les dades a Wikidata |
|        | casa consistorial de Viladasens | Viladasens | casa consistorial |                    | 42° 05′ 45″ N, 2° 55′ 49″ E / 42.0958028°N,2.9302908°E                 |                             |                     | Modifica les dades a Wikidata |
|        | creu de Fellines                | Viladasens | creu de terme     |                    | 42° 05′ 37″ N, 2° 53′ 45″ E / 42.09358741604517°N,2.8957150830809852°E |                             |                     | Modifica les dades a Wikidata |